# Nazogastrična intubacija
Nazogastrična intubacija ili nosnoželudačna intubacija je medicinski proces koja se zasniva na umetanju gumene ili plastične sonde (nazogastrične cevi ili NG cevi) duge 80 cm, promera 3—10 mm, čiji vrh ima više otvora, kroz nos, preko grla naniže sve do želuca. Služi za sakupljanje želudačnog sadržaja kod retencije, za veštačku ishranu, ispiranje želuca kod trovanja i kod dijagnostičkih procedura.
Orogastrična intubacija ili usnoželudačna intubacija je sličan proces nazogastričnoj intubaciji, koji se od nje razlikuje po tome što se umetanje sonde (orogastrične sonde) obavlja kroz usta.

## Vrste sondi
| Vrste sondi                                      | Namena |
| ------------------------------------------------ | --- |
| Sonda za crpljenje zadržanog želudačnog sadržaja | - Koristi se u postoperacionom periodu nakon operacija na želucu i tankom crevu, kada se šije njihov zid. - Sonda ostaje nekoliko dana dok anastomoza ne zaraste, ili do uspostavljanja peristaltike i početka ishrane na usta. - Stavlja se nakon gotovo svih abdominalnih operacija, jer se skoro redovno razvija pareza želuca i creva, koja dovodi do zastoja sadržaja i do povraćanja. - Želudačna sonda je značajna i u lečenju paralitičkog ileusa. - Primena nazogastrične, a u novije vreme i nazjejunalne sonde, indikovana je kod akutnog pankreatitisa. - Preko nasogastrične sonde se može pratiti količina krvarenja iz gastrointestinalnog trakta. |
| Sonde za ishranu                                 | - Stavljaju se bolesnicima koji duže vreme ne mogu primati hranu na usta. - Preko sonde se može sprovoditi dugotrajna ishrana. - Nakon 7 dana potrebno je promeniti položaj u nosnici radi prevencije dekubitusa. - Na ovaj način mogu da se zajedno sa hranom daju i različiti lekovi. |
| Sonda za ispiranje želuca                        | - Ova sonda jedan je od najboljih načina kojim se otrovi mogu odstraniti iz sistema za varenje. - Upotrebljavaju se topla voda (37°C) ili fiziološki rastvor, koji se u sondu i želudac ubacuju preko levka. - Spuštanjem levka tečni sadržaj se evakuiše iz želuca. - Pojedinačno se uliva 100-300 ml tečnosti dok se ne dobije potpuno bistar sadržaj. - Nakon ispiranja kao antidot daje se aktivni ugalj i to 4-5 kašičica u 100-200 ml vode. |
| Dijagnostička sonda                              | - Preko ove sonde se daju kontrastna sredstva, i uzimaju uzorci želudačnog soka radi ispitivanja gastrične sekrecije. |

- Neke od nazogastričnih sondi

## Indikacije i kontraindikacije
Indikacije,
- opstrukcije želuca
- aspiracija sadržaja želuca zbog dijagnostičkih procedura (volumen, aciditet, krv),[4]
- rasterećenje (dekompresija) želuca — sprečavanje regurgitacije, povraćanje i eventualne aspiracije želudačnog sadržaja,[5] kod atonije želuca, ileusa,
- davanje lekova,[6]
- odstranjivanje sadržaja želuca (npr kod trovanja)
- hranjenje bolesnika (terapeutska peroralna metoda veštačke ishrane).[7]

Kontraindikacije
- nazofaringealna i ezofagealna opstrukcija,
- teška maksilofacijalna trauma,
- nekorigovani poremećaji koagulacije,
- komatozni bolesnici kod kojih nije osiguran disajni put,
- gutanje kiseline ili lužine, ako je prošlo više od 30 minuta,
- povrede nosa (tada se sonda stavlja kroz usta),
- prostrelne rane vrata,
- Zenkerov divertikulum.

Varikoziteti jednjaka su se ranije smatrali kontraindikacijom, ali nema podataka o štetnim efektima postupka u takvim slučajevima.

## Način izvođenja
Nakon što se bolesniku detaljno objasni ceo postupak intubacije, pristupa se njenom izvođenju tako što se prvo pacijent postavlja u sedeći položaj. Ako zbog prirode bolesti pacijent ne može sedeti, postupak se izvedi u ležećem položaju.
Potom se vrši lokalna anestezija sluzokože nosne šupljine lidokainskim sprejem ili gelom pomoću 10 ml šprica.
Nakon što se izmeri dužinu nazogastrične sonde (od nosa, preko ušiju do epigastrijima), vrši se njeno markiranje i premazivanje lidokainskim gelom.
Dok pacijent sedi sa malo nagnutom glavom sonda se uvodi kroz nosnu šupljinu (ne prema gore) put nazad a zatim prema dole ka jednjaku, pri čemu se može naići na mali otpor prilikom ulaska u nosni deo ždrela. Sonda se zatim lagano rotira,. Kada pacijent oseti sondu, od njega se traži da počne gutati pljuvačku, dok ispitivač nežno gura sondu u jednjak i to do tačke koja je određena markerom na tubusu.
Ako pacijent može normalno govoriti, sonda je na dobrom mestu, ukoliko se počne gušiti, greškom je dospela u dušnik i treba se delomično izvaditi, i nastaviti postupak. Takođe u slučaju obilnijeg krvarenja iz nosa treba prekinuti postupak
Kada je sonda postavljena, špricem od 50 kubika upumpava se vazduh u sondu, auskultacijom epigastrijuma treba da se čuje šum izazvan ulaskom vazduha. 
Na kraju postupka sondu treba učvrstiti lepljivom trakom na nosu i licu.

## Komplikacije
Komplikacije tokom primene nazogastrične intubacije su moguće, ali retke. One su obično lakše prirode, i najčešće su:
- krvarenje iz nosa,
- sinuzitis i
- upala grla.

Ponekad se mogu javiti i teže komplikacije, koje mogu biti:
- erozija nosa na mestu gde je sonda fiksiran,
- oštećenja laringsa,[10]
- ezofagealna perforacija,
- oštećenje hirurške anastomoza,
- pulmonalna aspiracija želudačnog sadržaja,
- kolaps pluća,
- vrlo retko, intrakardijalna ili medijastinalna penetracija.

## Spoljašnje veze
- Želučano crijevni i ekskrecijski sustav - opće vještine (језик: хрватски)

|  | Molimo Vas, obratite pažnju na važno upozorenje u vezi sa temama iz oblasti medicine (zdravlja). |